# Józef Hen

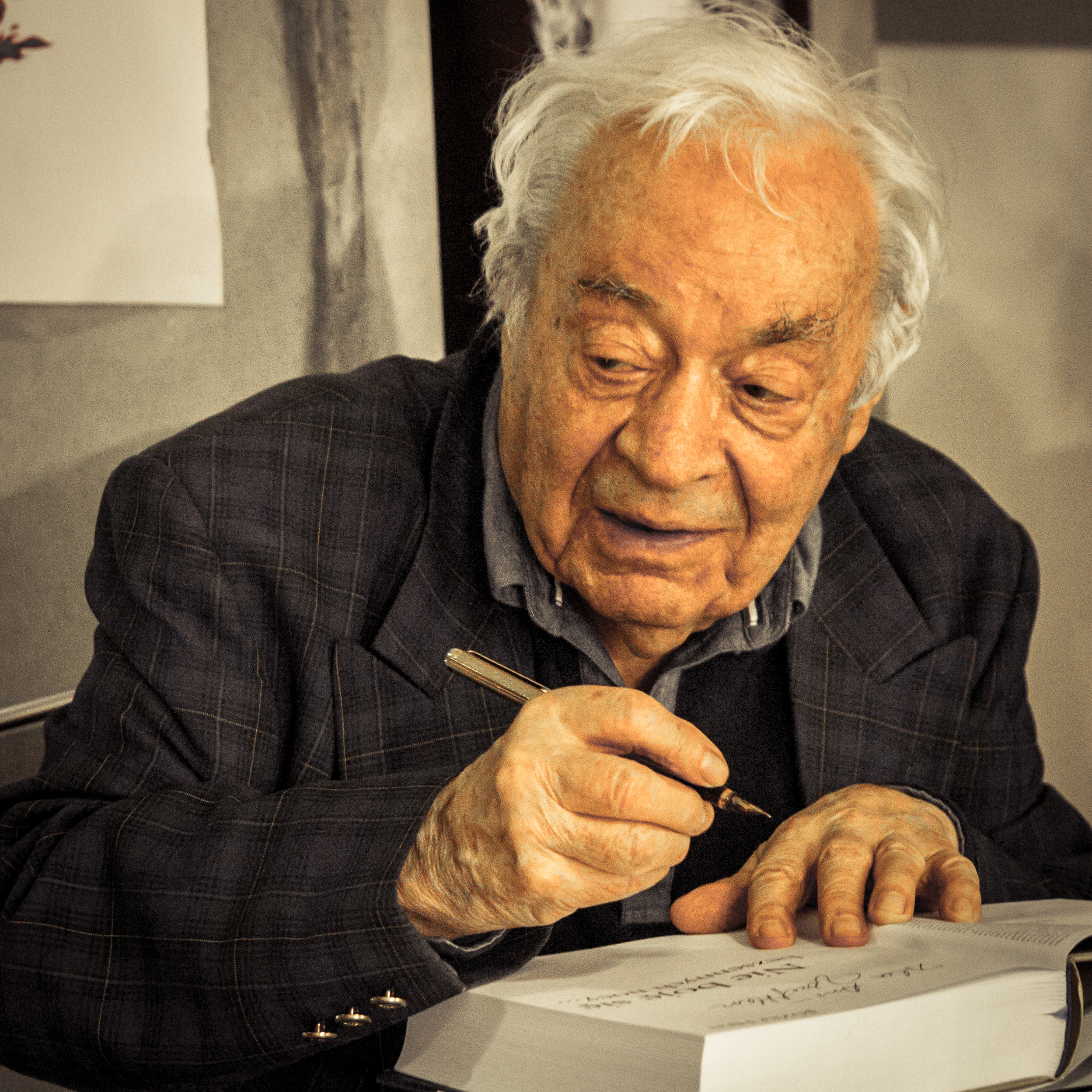
Hen während der Warschauer Buchmesse 2013

Józef Hen, eigentlich Józef Henryk Cukier, (* 8. November 1923 in Warschau) ist ein polnischer Schriftsteller, Publizist und Dramaturg.

## Leben
Geboren in einer jüdischen Handwerkerfamilie, noch im Kindesalter wurde er Mitarbeiter der von Janusz Korczak redigierten Kinderzeitung „Mały Przegląd“ (Kleine Rundschau). Nach dem Ausbruch des Zweiten Weltkriegs floh er im November 1939 in den von den Sowjets besetzten Teil Polens. Er arbeitete beim Straßenbau, nach dem Überfall der deutschen Wehrmacht auf die Sowjetunion am 22. Juni 1941 floh er weiter nach Samarkand in Usbekistan. 
Er versuchte der von General Władysław Anders gebildeten polnischen Armee beizutreten, wurde jedoch nicht angenommen. Erst 1944 wurde er Soldat der von General Zygmunt Berling gebildeten Polnischen Volksarmee. Während des Krieges verlor er seinen Vater (ermordet 1945 in Buchenwald), seinen Bruder Moses (verschollen in der Sowjetunion) und seine Schwester Mirka (ermordet 1942). Den Krieg überlebten seine Mutter und Schwester Stella. Seit 1944 nahm er den literarischen Decknamen „Hen“ an, der seinen Familiennamen ersetzte. Er wurde Herausgeber der polnischen Soldatenzeitung und 1952 im Dienstgrad eines Hauptmanns vom Militärdienst entlassen.
1947 erschien sein erstes Buch: Kijów, Taszkent, Berlin. Dzieje włóczęgi (Kiew, Taschkent, Berlin, die Geschichte einer Landstreicherei). Er verfasste viele Romane für erwachsene und junge Leser sowie Drehbücher. Einige dieser Drehbücher hat er selbst verfilmt. 
Seit den März-Unruhen 1968 in Polen wurde er heftig von den Antisemiten angegriffen. Damals entschied er sich zur Zusammenarbeit mit der exilpolnischen von Jerzy Giedroyc in Paris herausgegebenen Monatsschrift „Kultura“, wo er unter dem Decknamen „Korab“ drei Erzählungen veröffentlichte. 
Im Januar 1976 unterzeichnete er das „Memorial 101“ – ein Protest gegen die Änderungen im polnischen Grundgesetz, das Polen zum Vasallenstaat der Sowjetunion machte.
Er schrieb auch Sachbücher, wie Błazen – wielki mąż (Hofnarr – ein großer Mann 1998) über den Schriftsteller Tadeusz Boy-Żeleński sowie Ja, Michał z Montaigne (Ich, Michel de Montaigne 1978) über den französischen Humanisten und Politiker. 
Seit den 1980er Jahren schreibt er hauptsächlich autobiographische Bücher.
Józef Hen wurde u. a. 1998 mit dem Komturkreuz mit Stern des Ordens Polonia Restituta sowie 2006 mit der Gloria-Artis-Medaille für kulturelle Verdienste ausgezeichnet.

## Werke in deutscher Übersetzung
- Der Boxer und der Tod : Erzählungen : aus dem Poln. von Renate Lachmann : München ; Wien : A. Langen, G. Müller, 1964.
- Die Faust und das Recht : Roman : aus dem Poln. von Kurt Kelm : Berlin : Volk und Welt, 1974.
- Yokohama : Roman : aus dem Poln. von Hubert Schumann : Berlin : Volk und Welt, 1977
- Nowolipie. Eine jüdische Straße. Aus dem Poln. von Roswitha Matwin-Buschmann. Reclam, Leipzig 1996.

## Filmografie (Auswahl)
- 1959: Rancho Texas
- 1961: April (Kwiecien)
- 1963: Der Boxer und der Tod (Boxer a smrť)
- 1963: Wochenende (Weekendy )
- 1964: Das Gesetz und die Faust (Prawo i piesc)
- 1964: Der Unbekannte (Nieznany)
- 1978: Erinnere Dich, erinnere Dich an alles (Granica)
- 1983: Klinge um Klinge (Ostrze na ostrze )
- 1984: Hania
- 2003: Die Wikinger – Angriff der Nordmänner (Stara basn. Kiedy slonce bylo bogiem)